# Boogie Down Productions
I Boogie Down Productions sono stati un gruppo musicale hip hop statunitense tra i più influenti della seconda metà degli anni 1980. Formati nel 1985 inizialmente da KRS-One e dal DJ Scott La Rock.

## Storia del gruppo
Il duo si forma nel 1984, quando KRS-One conosce Scott Sterling, che lavora come DJ sotto il nome di Scott La Rock. La prima pubblicazione avviene nel 1986 con Crack Attack, a cui fa seguito l'anno successivo l'album di debutto Criminal Minded sotto l'etichetta B-Boy Records. All'interno del disco vi è anche il brano 9mm Goes Bang, che ha la particolarità di presentare sonorità hip hop unita al reggae.
Intorno allo stesso periodo la Jive Records nota il duo e lo mette sotto contratto. Tuttavia, poco tempo dopo Scott La Rock viene ucciso nel Bronx nel tentativo di calmare un litigio. Rimasto da solo, KRS-One decide di portare avanti il nome del gruppo, allargando la formazione includendo il fratello minore Kenny Parker come DJ e gli MC D Nice e Ms. Melodie. Esce così nel 1988 il secondo album By All Means Necessary, i cui testi affrontano la denuncia sociale con un messaggio pacifista, come testimoniato dai brani My Philosophy o Stop the Violence. Lo stesso anno, durante un loro concerto realizzato con la partecipazione dei Public Enemy, un fan viene ucciso durante una rissa. In risposta alla tragedia, KRS-One fonda il Stop the Violence Movement, realizzando nel 1989 il singolo Sel-Destruction con la partecipazione di altri artisti musicali.
Il 1989 segna l'uscita del terzo album Ghetto Music: The Blueprint of Hip Hop, il primo a figurare in formazione Scottie Morris e Harmony, sorella di Ms. Melodie. Il successo del gruppo è in crescita esponenziale, al punto che il New York Times invita KRS-One a scrivere recensioni e rubriche per il giornale. Nel 1990 il gruppo pubblica il quarto album Edutainment, promosso dal singolo Love's Gonna Get'cha (Material Love): è un disco in forte polemica verso l'educazione e la società contemporanea, che riscuote molti successi ma anche molte altre critiche.
Nel 1991 esce l'album dal vivo Live Hardcore Worldwide, a cui fa seguito l'anno seguente il quinto ed ultimo album in studio Sex and Violence, che rappresenta un ritorno alle sonorità degli esordi. Poco tempo dopo KRS-One divorzia con Melodie e il rapporto con gli altri membri si allenta, tanto che nel 1993 inizierà una carriera solista ponendo fine al gruppo.

## Discografia

### Album in studio
- 1987 – Criminal Minded
- 1988 – By All Means Necessary
- 1989 – Ghetto Music: The Blueprint of Hip Hop
- 1990 – Edutainment
- 1992 – Sex and Violence

### Album dal vivo
- 1991 – Live Hardcore Worldwide

### Raccolte
- 1997 – Man & His Music
- 2001 – The Best of B-Boy Records

### Singoli
- 1989 – Why Is That
- 1990 – Love's Gonna Getcha
- 1992 – Duck Down
- 1992 – 13 & Good
- 1992 – We in There